# Canon PowerShot

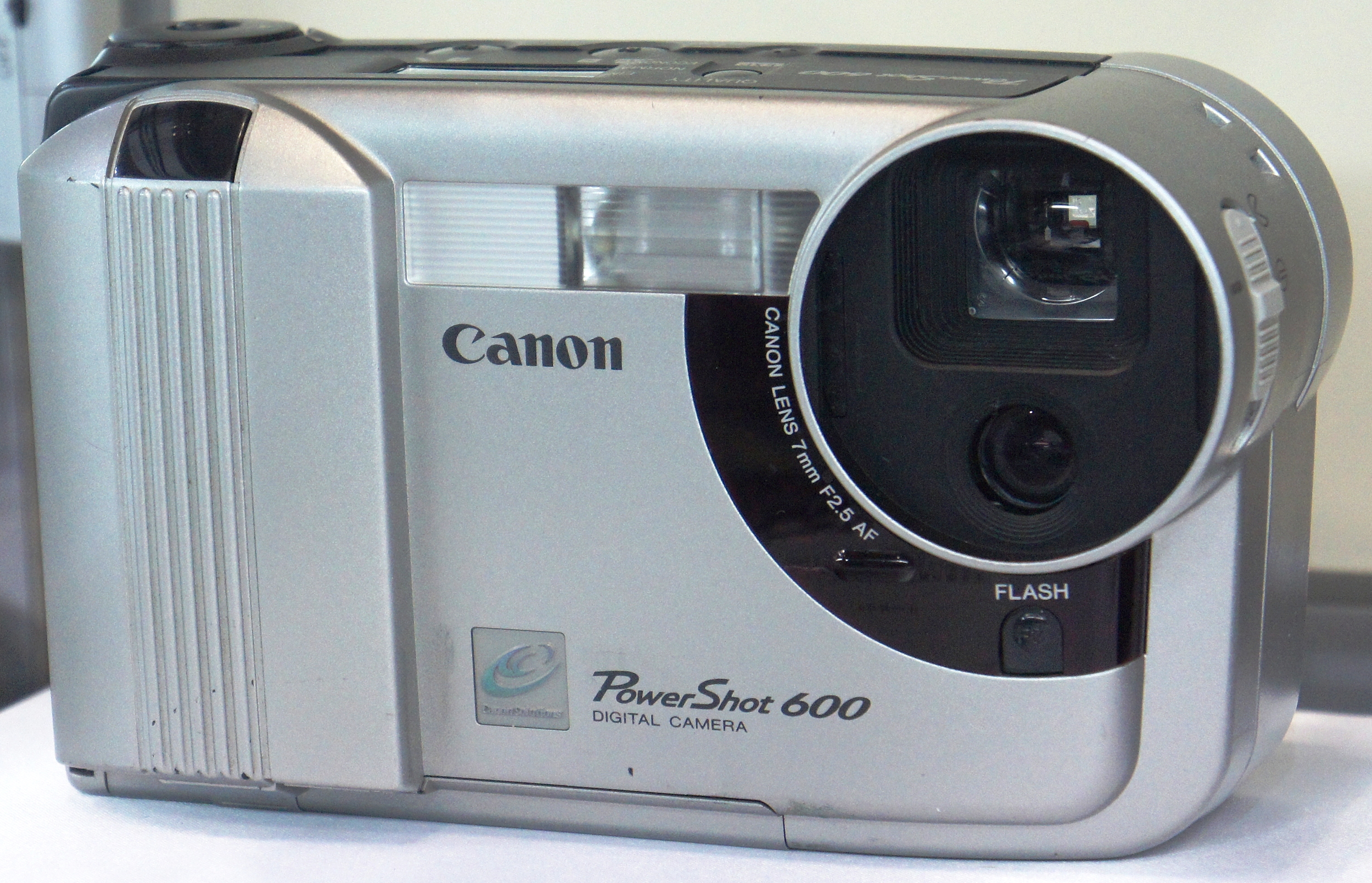
Canon Powershot 600, le premier APN Canon grand public, sorti en 1996

Les appareils photo numériques (APN) compacts PowerShot constituent une ligne de produits lancée par Canon en 1996. C'est l'une des gammes d'APN les plus vendues au monde.
Sur la plupart de ces appareils, on peut installer le logiciel libre CHDK (Canon Hack Development Kit) qui apporte un contrôle approfondi et des fonctionnalités accrues, allant jusqu'à la programmation par des scripts écrits en uBASIC ou Lua.

## Produits

### Actuels

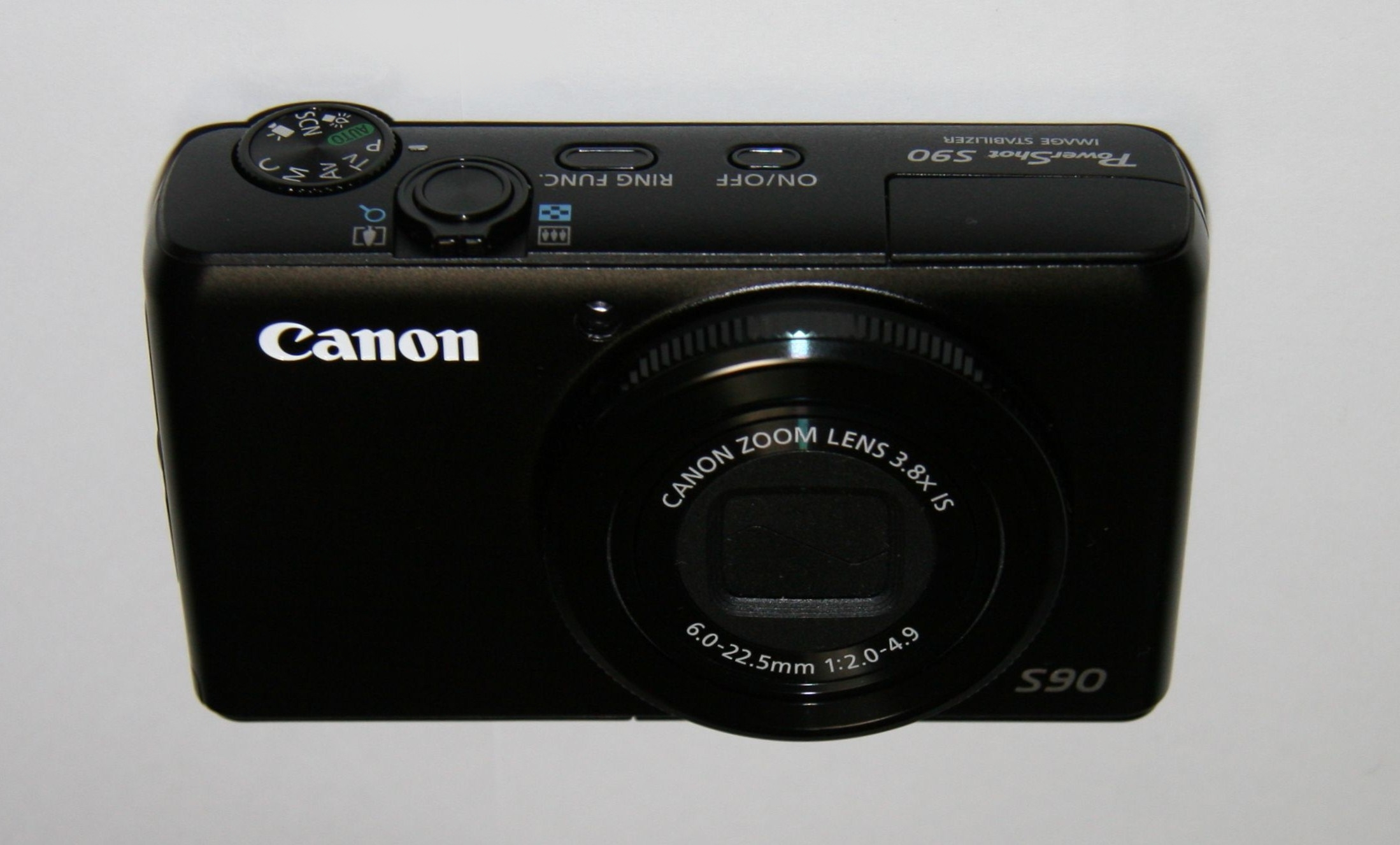
Powershot S90, polyvalent et très compact

- Série G : le haut de gamme des compacts experts aux fonctionnalités avancées
- Série S/SD (qui se décline également sous les dénominations PowerShot Digital ELPH aux USA et au Japon, Digital IXUS en Europe et IXY Digital au Japon) : APN automatiques ultracompacts « Performance et style »
- Série S/SX : zooms à grande amplitude

### Anciens
- PowerShot 600 (1996) : l'« ancêtre »
- Série A : appareils économiques allant de l'automatique familial au professionnel ou semi-pro
- Série D : appareils tout-terrain, étanches et antichocs, 3 modèles D10, D20 et D30
- Série E : appareils à faible coût, au design soigné, 1 modèle E1 (2008)
- Série Pro : gamme d'APN semi-professionnels, proches des reflex Canon, constitués des Pro70 (1998), Pro90 IS (2001) et Pro1 (2004).
- Série S : au départ une gamme d'appareils automatiques, c'était une gamme de compacts experts qui talonnait la série G.
- Série TX : hybrides APN/caméscopes, 1 modèle TX1 (2007)